# Брянск-Восточный
Брянск-Восто́чный — узловая грузовая железнодорожная станция II класса на 129 км участка Орёл — Брянск-Орловский, расположенная в Фокинском районе города Брянска. К станции примыкают 3 перегона со стороны станций Брянск-Орловский, Брянск-Льговский, Снежетьская. Станция обслуживает развязку названных направлений, а также пути необщего пользования промышленных предприятий прилегающей промзоны (в первую очередь — АО «Транснефть-Дружба»). Главные пути № 1, 2, а также путь № 3 — электрифицированы. Полезная длина станции составляет 3,2 км.
Станция Брянск-Восточный не предназначена для обслуживания пассажиров. Посадка и высадка пригородных пассажиров производится на одноимённой платформе, расположенной на 130 км участка Орёл — Брянск-Орловский, фактически за пределами границы станции; ежедневно через неё следует по 5-6 пригородных поездов в каждом направлении. Имеется освещение; до февраля 2001 года на пассажирской платформе существовал навес (демонтирован с целью удлинения вытяжного пути № 22, которое так не было осуществлено).
Вблизи станции расположено 2 двухэтажных жилых дома и несколько одноэтажных жилых домов по улице, именуемой Вокзальной (в Брянске есть и другая, гораздо более значительная Вокзальная улица).